# Revolução Cultural Líbia
A Revolução Cultural ou Revolução Popular na Líbia foi um período de mudança política e social, radicalização e opressão na Líbia. Iniciou com a declaração oficial de uma revolução cultural em 15 de abril de 1973 e continuou até pelo menos setembro de 1974, quando a independência de ação dos Comitês Populares foi reduzida pela direção nacional do Conselho do Comando Revolucionário. Em um sentido mais amplo, chegou à sua conclusão no estabelecimento do "estado das massas" de Muammar Gaddafi ("Jamahiriya") em 1977.
A revolução cultural foi apresentada pelo governo como um período de democratização, da introdução da lei sharia e da espontânea mobilização popular contra as cinco ameaças identificadas para o poder do povo: o comunismo, o conservadorismo, o capitalismo, o ateísmo, e a Irmandade Muçulmana.
Na prática, a revolução cultural marcou o início da marginalização de outros líderes políticos e religiosos da Líbia e a concentração de poder nas mãos do próprio Gaddafi, além do início da primeira onda de "terror verde" contra adversários de Gaddafi.

## Os cinco pontos
A "reconstrução da sociedade líbia" contida nas visões ideológicas de Gaddafi começou a ser posta em prática formalmente no início em 1973 com a chamada revolução cultural ou popular. Esta revolução foi concebida para combater a ineficiência burocrática, a falta de interesse público e a participação no sistema de governo subnacional, e os problemas de coordenação política nacional.
A revolução cultural foi organizada em torno de um programa oficial de cinco pontos:
- A anulação de todas as leis existentes e sua substituição pela sharia;
- A repressão do comunismo, do conservadorismo, dos ateus, da Irmandade Muçulmana, e do capitalismo;
- A distribuição de armas para o povo;
- Reforma administrativa e um expurgo da administração;
- A promoção do pensamento islâmico e a rejeição de idéias não islâmicas de outros países e culturas.